# Michael Myers (Politiker)

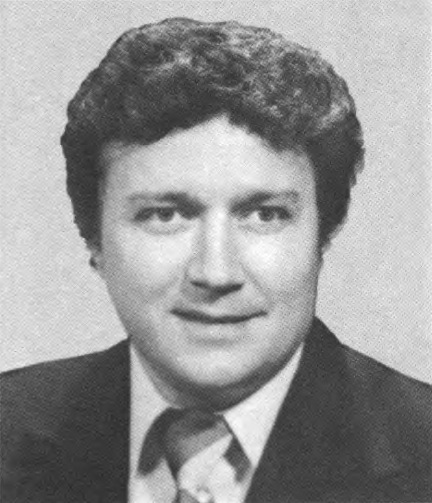
Michael Myers (1977)

Michael Joseph „Ozzie“ Myers (* 4. Mai 1943 in Philadelphia, Pennsylvania) ist ein US-amerikanischer Politiker der Demokratischen Partei und ehemaliger Abgeordneter im US-Repräsentantenhauses für den Bundesstaat Pennsylvania, der 1980 aus dem Kongress ausgeschlossen wurde.

## Biografie
Nach dem Besuch der Bishop Neuman High School und dem Abschluss an der Philadelphia Public School 1961 war er als Hafenarbeiter tätig. Seine politische Laufbahn begann er 1970 mit der Wahl ins Repräsentantenhaus von Pennsylvania, dem er bis 1976 angehörte.
Nach dem Tod von William A. Barrett wurde er bei einer Nachwahl als dessen Nachfolger ins Repräsentantenhaus der Vereinigten Staaten gewählt und gehörte diesem vom 2. November 1976 bis zum 2. Oktober 1980 an. Im Rahmen der Operation Abscam des FBI wurden zwischen 1979 und 1980 Ermittlungen gegen ihn aufgenommen. Ursprünglich war die Operation gegen den Handel mit gestohlenen Waren gerichtet; das FBI wandelte sie aber bald in eine Untersuchung öffentlicher Korruption um.
Die Untersuchung führte zur Verurteilung eines US-Senators, von fünf Abgeordneten des US-Repräsentantenhauses, des Bürgermeisters von Camden (New Jersey), Mitglieder des Stadtrats von Philadelphia sowie eines Beamten des Immigration and Naturalization Service. Von den 31 Politikern, die Ziel der Untersuchung waren, verurteilten verschiedene Gerichte neben Myers 1981 den Senator Harrison A. Williams (D-NJ), die Kongressabgeordneten John Jenrette (D-SC), Richard Kelly (R-FL), Raymond F. Lederer (D-PA) und Frank Thompson (D-NJ) sowie den Bürgermeister von Camden, Angelo Errichetti.
Während die meisten Politiker freiwillig zurücktraten, musste das Repräsentantenhaus Myers förmlich ausschließen. Dies erfolgte durch einen Beschluss des Repräsentantenhauses vom 2. Oktober 1980 (House Resolution 794). Myers war damit der erste Kongressabgeordnete seit 1861, der aus dem Repräsentantenhaus förmlich ausgeschlossen wurde. Myers selbst wurde 1981 zu drei Jahren Freiheitsstrafe verurteilt.
Im Mai 1988 kandidierte er erfolglos als Vorsteher im 39. Quartier (39th Ward) Philadelphias.